# Celle di San Vito
Celle di San Vito là một đô thị thuộc tỉnh Foggia trong vùng Puglia của Ý. Đô thị này có diện tích 18 km², dân số 185 người. 
Đô thị này giáp với các đô thị sau: Biccari, Castelluccio Valmaggiore, Faeto, Orsara di Puglia, Troia.